# Thomisus kokiwadai
Thomisus kokiwadai är en spindelart som beskrevs av Gajbe 2004. Thomisus kokiwadai ingår i släktet Thomisus och familjen krabbspindlar. Inga underarter finns listade i Catalogue of Life.